# 노티
노티(문화어: 노치)는 찹쌀이나 찰기장, 차조, 찰수수 등의 가루를 찌거나 익반죽해서 엿기름에 삭힌 다음 기름에 지진 떡 또는 전병이다. 엿기름의 작용 덕분에 달콤새콤한 맛이 나며 쫄깃쫄깃하고, 먹으면 끈기가 있다. 과자에 가까운 독특한 음식이다. 노화가 잘 일어나지 않아 오래 두고 먹어도 굳거나 변하지 않는다. 황해도와 평안도 지방에서 추석에 만들어 먹는 향토음식으로, 특히 평양의 노치가 유명하다. 강원도에서는 수수노티나 기장노티를 봄철 구황 음식으로 즐겨 먹었다.

## 풍속
한가위 전날 밤 솥뚜껑을 엎어놓고 노티를 지져서 단지나 항아리에 차곡차곡 담아 봉해두었다가, 다음 날인 추석 저녁에 준득준득해진 것을 꺼내어 꼬치에 꿴 뒤 달 구경을 하며 먹는다. 저장성이 좋아서 몇 달이 지나도 상하지 않기 때문에, 이때 만든 노티를 보관해두었다가 성묘에도 쓰고 이듬해 여름까지 두고두고 간식으로도 먹는다. 가을걷이 때 하나씩 꺼내 먹으며 당분을 섭취하기도 했다.

## 만들기
햇곡식으로 만들었다. 주로 찹쌀로 만들지만 찰기장, 차조, 찰수수 등으로 만들기도 한다.

### 찹쌀노티
찹쌀가루에 엿기름을 섞어 물을 뿌린 다음 백설기 만들듯이 버무려 덩어리가 없게 비벼 찐다. 찌는 대신 찹쌀가루를 익반죽하기도 한다. 찐 떡이 식으면 엿기름을 더 섞어서 몇 시간 삭히고, 삭힌 반죽을 동글납작하게 빚어서 참기름을 두른 번철에 두 면이 노릇노릇하도록 지진다. 설탕을 넣지 않아도 달지만, 완전히 식힌 다음 설탕이나 꿀을 뿌려 단지에 넣었다가 며칠 지나서 노긋노긋해지면 먹는다.

### 기장노티
불려둔 찰기장을 가루로 빻아 엿기름과 섞어 찐다. 쪄낸 떡에 다시 엿기름을 버무려 삭힌 다음, 참기름을 두른 번철에 조금씩 떠놓고 약불로 지진다.

### 수수노티
껍질을 벗겨 물에 불린 찰수수를 소쿠리에 받쳐 물기를 뺀 다음 가루로 빻아 소금 간을 한 다음 체에 내린다. 수수 가루를 송편 반죽 정도로 익반죽한 뒤, 참기름을 두른 번철에 넓게 펴가면서 앞뒤로 노릇노릇하게 지진다. 약한 불에서 천천히 오랫동안 지져 속까지 잘 익은 노티는 밑바닥이 평평한 그릇에 담아 모양을 바로한다.